# メンフィス・ハッスル
メンフィス・ハッスル（Memphis Hustle）は、NBAゲータレード・リーグ(以下NBAGL)に加盟しているプロバスケットボールチーム。本拠地はアメリカ合衆国ミシシッピ州サウスヘイブン。

## 歴史
2017年1月、ミネソタ・ティンバーウルブズの下部チームアイオワ・ウルブズが創設された同日に、メンフィス・グリズリーズの下部チームとして創設された。
2018-19シーズンと翌2019-20シーズンは、グリズリーズとツーウェイ契約を結んだ渡邊雄太が所属していた。

## シーズンごとの成績
| シーズン           | 地区/カンファレンス | レギュラーシーズン | レギュラーシーズン | レギュラーシーズン | レギュラーシーズン | プレーオフ                                       |
| シーズン           | 地区/カンファレンス | 順位               | 勝                 | 敗                 | 勝率               | プレーオフ                                       |
| ------------------ | ------------------- | ------------------ | ------------------ | ------------------ | ------------------ | ------------------------------------------------ |
| 2017-18            | ミッドウエスト      | 4位                | 21                 | 29                 | .420               |                                                  |
| 2018-19            | ミッドウエスト      | 2位                | 28                 | 22                 | .560               | 1回戦 122-119 キングス 準決勝 118-135 バイパーズ |
| 2019-20            | ミッドウエスト      | 1位                | 26                 | 15                 | .634               | 新型コロナの影響によりシーズンキャンセル。       |
| 2020-21            |                     | 12位               | 6                  | 9                  | .400               |                                                  |
| 2021-22            | ウエスタン          | 9位                | 15                 | 19                 | .441               |                                                  |
| 2022-23            | ウエスタン          | 2位                | 23                 | 9                  | .719               | 準決勝 108-110 バイパーズ                        |
| 2023-24            | ウエスタン          | 12位               | 15                 | 19                 | .441               |                                                  |
| レギュラーシーズン | レギュラーシーズン  | レギュラーシーズン | 124                | 122                | .466               |                                                  |
| プレーオフ         | プレーオフ          | プレーオフ         | 1                  | 2                  | .333               |                                                  |

## 歴代所属選手
- タイラー・ドーシー (2019)
- サム・メリル (2021)
- ジェロード・ユトフ (2019-2020)
- ケネス・ロフトン・ジュニア (2022-2023)
- 渡邊雄太 (2018-2020)
- 河村勇輝 (2024-)